# Nipponnemertes magnus
Nipponnemertes magnus är en djurart som tillhör fylumet slemmaskar, och som först beskrevs av Punnett 1903.  Nipponnemertes magnus ingår i släktet Nipponnemertes och familjen Cratenemertidae. Inga underarter finns listade i Catalogue of Life.